# Veronica sartoriana
Veronica sartoriana är en grobladsväxtart som beskrevs av Pierre Edmond Boissier och Heldr.. Veronica sartoriana ingår i släktet veronikor, och familjen grobladsväxter. Inga underarter finns listade i Catalogue of Life.